# Irene Janetzky
Irene Janetzky (* 13. Mai 1914 in Duisburg; † 19. Juli 2005 in Brüssel) war eine belgische Journalistin und Pionierin des belgischen Rundfunks, die als erste Redakteurin, Sprecherin und Sendeleiterin maßgeblich die Sendungen in deutscher Sprache („Emissions en langue allemande“) des „Institut National de Radiodiffusion“ (INR) für die deutschsprachige Bevölkerung Ostbelgiens prägte.

## Leben und Wirken
Die Tochter eines aus Ratibor/Schlesien stammenden Hafeningenieurs und seiner im Rheinland geborenen Ehefrau verlor bereits wenige Monate nach der Geburt ihren Vater, der im Ersten Weltkrieg an der Westfront fiel. Wenig später lernte ihre Mutter den belgischen Historiker Bernhard Willems kennen, mit dem sie nach Kriegsende in Malmedy zusammenlebte. Mit ihrer Tochter nahm sie die belgische Staatsbürgerschaft an. Nach dem Besuch des Königlichen Athenäums in Malmedy absolvierte Irene Janetzky in den 1930er Jahren Studienreisen nach England und Italien, um die Sprachen dieser Länder zu lernen.
In den ersten Monaten nach dem Zweiten Weltkrieg setzte sich Janetzkys Stiefvater, der über entsprechende Kontakte zu belgischen Behörden verfügte, dafür ein, dass das 1930 gegründete und 1937 in eine französischsprachige und eine niederländischsprachige Sektion geteilte „Institut National de Radiodiffusion“ auch eine zielgruppenorientierte Informationsquelle für die deutschsprachigen Belgier werden sollte. Willems erwirkte eine vertragliche Genehmigung für seine Stieftochter Irene, ab dem 1. Oktober 1945 auf unbestimmte Zeit eine 20-minütige „émission en langue allemande“ im Funkhaus an der Place Flagey in der Brüsseler Gemeinde Ixelles zu moderieren. Mit diesem Angebot wandte sich Janetzky an die deutschsprachigen Landsleute in Ostbelgien in deren Muttersprache, was unmittelbar nach dem Ende der deutschen Besatzung Belgiens keine Selbstverständlichkeit war. Der sich über Jahre erstreckende Auf- und Ausbau des deutschsprachigen Programms sollte Janetzkys Lebenswerk werden.
In den schwierigen Anfangsjahren, in denen die nur aus Janetzky und einem Mitarbeiter bestehende Redaktion über wenig journalistischen Spielraum verfügte und ihre Sendung zudem nur über einen leistungsschwachen Mittelwellensender vom Norden der Provinz Luxemburg ausgestrahlt wurde, wurde Janetzky dazu gedrängt, in Ostbelgien vor allem die offizielle zentrale Brüsseler Sicht auf Belgien und dessen Belange zu vermitteln. Im Jahr 1952 sollte ihre Sendung wegen fehlender Geldmittel eingestellt werden, doch gelang es Janetzky, den belgischen Premierminister Achille Van Acker von der Notwendigkeit eines Programms für die deutschsprachige Minderheit zu überzeugen, sodass der Sendebetrieb weitergeführt werden konnte. Janetzky kommentierte aufgrund ihrer sprachlichen Voraussetzungen 1956 auch die erste Ausgabe des Grand Prix Eurovision de la Chanson in Lugano für das belgische Fernsehen. Ferner begleitete sie als Dolmetscherin und Journalistin mehrere belgische Auslandsdelegationen, unter anderem in die Vereinigten Staaten. Von 1961 an wurde das weiterhin in Brüssel unter der Leitung Janetzkys produzierte deutsche Programm über den reichweitenstarken UKW-Sender Lüttich verbreitet und 1964 offiziell in „Belgischer Hör- und Fernsehfunk“ (BHF) umbenannt. Später kam eine weitere UKW-Frequenz (Sender in Recht (Sankt Vith)) für einen verbesserten Empfang im Süden des deutschsprachigen Gebiets hinzu. Im Jahr 1974 legte Irene Janetzky nach 29-jähriger Tätigkeit die Sendeleitung des BHF nieder und trat in den Ruhestand. Ihr Nachfolger, Peter Moutschen, gründete drei Jahre später das „Belgische Rundfunk- und Fernsehzentrum der Deutschsprachigen Gemeinschaft“ (BRF) in Eupen, inmitten der Region, die im Fokus der Berichterstattung stand, und baute die deutschsprachigen Sendungen in der Folgezeit von einem in zwei bis drei Sendeblöcke geteilten Programm von insgesamt sechs bis circa sieben Stunden täglich zu einem ganztägig empfangbaren Vollprogramm aus.
Janetzky war Mitbegründerin des „Rings deutschsprachiger Sendungen“, einer Organisation, die den internationalen Austausch von deutschem Programmangebot zwischen öffentlich-rechtlichen Rundfunkanstalten erleichtern sollte. Ferner war sie Mitglied in der „International Association of Women in Radio and Television“, einer internationalen Vereinigung von medienschaffenden Frauen. Es waren die Ziele der Vereinigung, die Frauen der Medienwelt zu vereinen, den Wiederaufbau Europas voranzutreiben und grenzüberschreitende Netzwerke aufzubauen. Dabei waren die Mitglieder der Vereinigung hauptsächlich Pionierinnen der Radio- und Fernsehwelt, die größtenteils Frauensendungen gestalteten, die informativ und bildend sein sollten.
Janetzky lebte im Alter weiterhin in Brüssel, wo sie am 19. Juli 2005 starb. Während ihrer gesamten Berufslaufbahn fühlte sich Janetzky einer strikten gesellschaftlichen und politischen Neutralität hinsichtlich der Spannungen zwischen den drei autochthonen Sprachgruppen Belgiens sowie der verschiedenen Autonomiebestrebungen verpflichtet. Dennoch gefiel ihr insbesondere am Ende der 1960er Jahre die freiere Berichterstattung ihrer jungen Redaktionsmitglieder, und sie trat im Falle von Kritik seitens der Rundfunkgremien oder der belgischen Parteien als resolute Verteidigerin der Meinungs- und Pressefreiheit auf.
Anlässlich ihres 100. Geburtstags wurde 2014 im ehemaligen Funkhaus und heutigen Kulturzentrum an der Place Flagey eine Gedenktafel für die Gründerin und Leiterin des deutschen Programms enthüllt.

## Ehrungen
- Ritter des Leopoldsordens, 1964
- Orden Polonia Restituta, 1965
- Offizier des Leopoldsordens, 1968
- Großes Silbernes Ehrenzeichen für Verdienste um die Republik Österreich, 1973
- Bundesverdienstkreuz erster Klasse, 1975